# Oruga tejedora

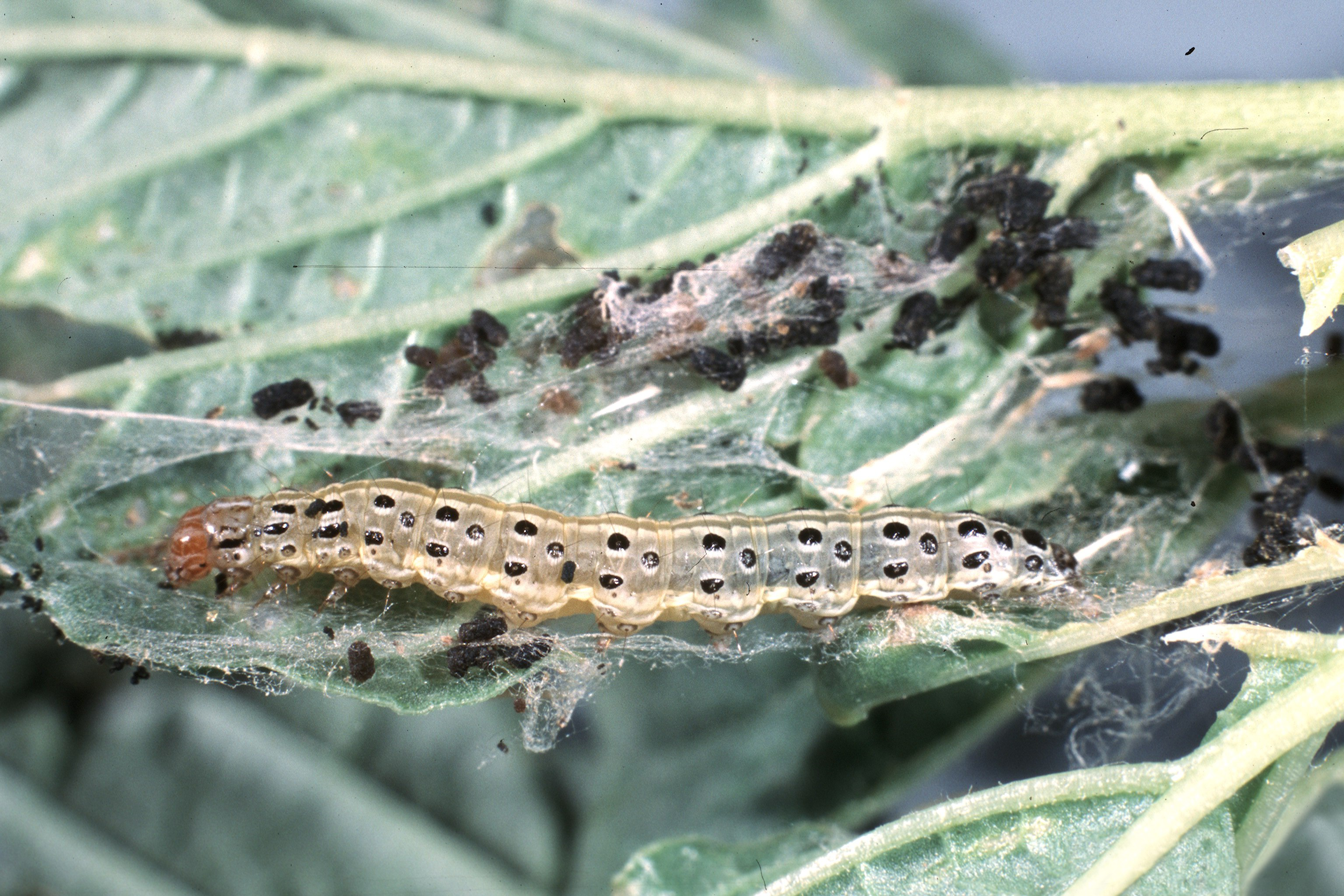
Ejemplar de oruga tejedora de jardín Achyra rantalis.

Oruga tejedora es el nombre común que se da a las larvas de mariposas nocturnas del orden Lepidoptera en las subfamilias Pyraustinae y Arctiinae. Estas orugas habitan en forma gregaria en una gran red o nido de seda tejido sobre el follaje de una planta, sobre el cual transcurre su período de desarrollo. Raramente son defoliadores voraces de bosques, aunque a veces son plagas en árboles de sombra y ornamentales.
La denominada oruga tejedora de otoño (Hyphantria cunea) puede llegar a medir 1,9 cm de largo. La oruga es verde oscuro y su piel se encuentra recubierta de largos pelos ásperos, por ello de las denomina a veces orugas peludas.
La oruga tejedora de jardín (Achyra rantalis) puede llegar a medir 2.5 cm de largo. La oruga es negra con detalles de color amarillo.